# قانون الاحتمالات الكلية

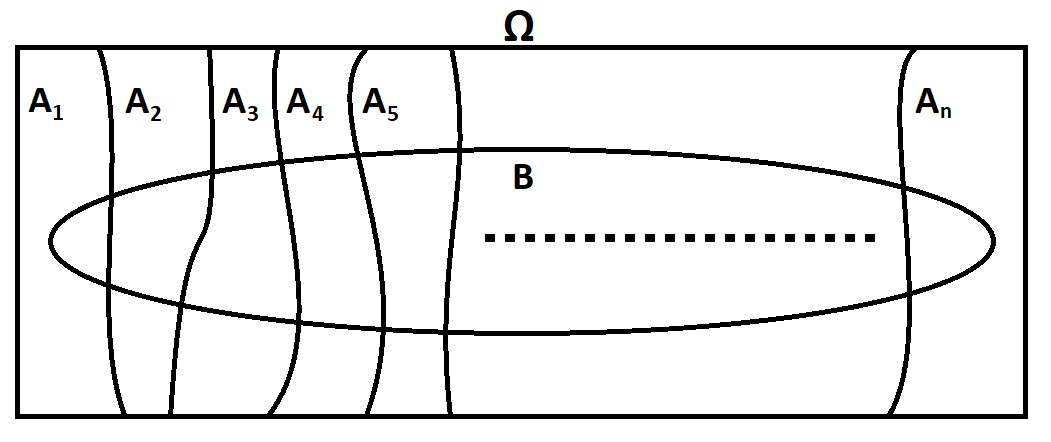
توضيح بصري لنظرية الاحتمالية الكلية

في نظرية الاحتمالات ، قانون (أو صيغة ) الاحتمال الكلي هو قاعدة أساسية تربط الاحتمالات الهامشية بالاحتمالات الشرطية . إنه يعبر عن الاحتمال الكلي لنتيجة يمكن تحقيقها من خلال عدة أحداث متميزة ، ومن هنا جاء الاسم.

## القانون
قانون الاحتمال الكلي هو  نظرية تنص ، في حالتها المنفصلة(المتقطعة) ، إذا {\displaystyle \left\{{B_{n}:n=1,2,3,\ldots }\right\}} هو قسم محدود أو لانهائي من مساحة عينة (بمعنى آخر ، مجموعة من الأحداث المنفصلة الزوجية التي يكون اتحادها هو مساحة العينة بأكملها) وكل حدث {\displaystyle B_{n}} قابل للقياس ، إذن لأي حدث {\displaystyle A} من نفس مجال الاحتمال :
{\displaystyle P(A)=\sum _{n}P(A\cap B_{n})}
أو ، بدلاً من ذلك ، 
{\displaystyle P(A)=\sum _{n}P(A\mid B_{n})P(B_{n}),}
حيث ، لأي {\displaystyle n} لأي منهم {\displaystyle P(B_{n})=0} تم حذف هذه المصطلحات ببساطة من الجمع ، لأن {\displaystyle P(A\mid B_{n})} محدود.
يمكن تفسير التجميع على أنه متوسط موزون ، وبالتالي الاحتمال الهامشي ، {\displaystyle P(A)} ، تسمى أحيانًا "الاحتمال المتوسط" ؛  يُستخدم مصطلح "الاحتمال الإجمالي" أحيانًا في الكتابات الأقل رسمية. 
يمكن أيضًا تحديد قانون الاحتمال الكلي للاحتمالات الشرطية:
{\displaystyle P({A|C})={\frac {P({A,C})}{P(C)}}={\frac {\sum \limits _{n}{P({A,{B_{n}},C})}}{P(C)}}={\frac {\sum \limits _{n}P({A\mid {B_{n}},C})P({{B_{n}}\mid C})P(C)}{P(C)}}=\sum \limits _{n}P({A\mid {B_{n}},C})P({{B_{n}}\mid C})}
أخذ {\displaystyle B_{n}} على النحو الوارد أعلاه ، وافتراض {\displaystyle C} هو حدث مستقل عن أي من {\displaystyle B_{n}} :
{\displaystyle P(A\mid C)=\sum _{n}P(A\mid C\cap B_{n})P(B_{n})}

## حالة مستمرة
يمتد قانون الاحتمال الكلي إلى حالة التكييف على الأحداث الناتجة عن المتغيرات العشوائية المستمرة. يترك {\displaystyle (\Omega ,{\mathcal {F}},P)} يكون مجال احتمالي . افترض {\displaystyle X} هو متغير عشوائي مع دالة التوزيع {\displaystyle F_{X}} ، و {\displaystyle A} حدث يوم {\displaystyle (\Omega ,{\mathcal {F}},P)} . ثم ينص قانون الاحتمال الكلي
{\displaystyle P(A)=\int _{-\infty }^{\infty }P(A|X=x)dF_{X}(x).}
إذا {\displaystyle X} يعترف بدالة الكثافة {\displaystyle f_{X}} ، ثم النتيجة
{\displaystyle P(A)=\int _{-\infty }^{\infty }P(A|X=x)f_{X}(x)dx.}
علاوة على ذلك ، بالنسبة للحالة المحددة حيث {\displaystyle A=\{Y\in B\}} ، حيث {\displaystyle B} هي مجموعة Borel ، ثم هذا ينتج
{\displaystyle P(Y\in B)=\int _{-\infty }^{\infty }P(Y\in B|X=x)f_{X}(x)dx.}

## مثال
لنفترض أن هناك مصنعين يزودان السوق بمصابيح كهربائية . تعمل مصابيح Factory X لأكثر من 5000 ساعة في 99٪ من الحالات ، بينما تعمل مصابيح المصنع Y لأكثر من 5000 ساعة في 95٪ من الحالات. من المعروف أن المصنع X يوفر 60٪ من إجمالي المصابيح المتاحة و Y يوفر 40٪ من إجمالي المصابيح المتاحة. ما هي احتمالية أن يعمل المصباح الذي تم شراؤه لمدة تزيد عن 5000 ساعة؟
بتطبيق قانون الاحتمال الكلي ، نحصل على:
{\displaystyle {\begin{aligned}P(A)&=P(A\mid B_{X})\cdot P(B_{X})+P(A\mid B_{Y})\cdot P(B_{Y})\\[4pt]&={99 \over 100}\cdot {6 \over 10}+{95 \over 100}\cdot {4 \over 10}={{594+380} \over 1000}={974 \over 1000}\end{aligned}}}
حيث أن:
- {\displaystyle P(B_{X})={6 \over 10}} هو احتمال أن يكون المصباح الذي تم شراؤه قد تم تصنيعه بواسطة المصنع X ؛
- {\displaystyle P(B_{Y})={4 \over 10}} هو احتمال أن يكون المصباح الذي تم شراؤه قد تم تصنيعه بواسطة المصنع Y ؛
- {\displaystyle P(A\mid B_{X})={99 \over 100}} هو احتمال أن يعمل المصباح المصنوع بواسطة X لأكثر من 5000 ساعة ؛
- {\displaystyle P(A\mid B_{Y})={95 \over 100}} هو احتمال أن يعمل المصباح المصنوع بواسطة Y لأكثر من 5000 ساعة.

وبالتالي فإن كل مصباح كهربائي يتم شراؤه لديه فرصة 97.4٪ للعمل لأكثر من 5000 ساعة.

## أنظر أيضا
- قانون القيم المتوقعة الكلية